# Lissosculpta irregularis
Lissosculpta irregularis är en stekelart som först beskrevs av Heinrich 1934.  Lissosculpta irregularis ingår i släktet Lissosculpta och familjen brokparasitsteklar. Inga underarter finns listade i Catalogue of Life.